# Маринин (село)
Маринин (укр. Маринин) — село, центр Марининского сельского совета Ровненского района (до административной реформы 2020 г. — Березновского) Ровненской области Украины.
Население по переписи 2001 года составляло 931 человек. Почтовый индекс — 34655. Телефонный код — 3653. Код КОАТУУ — 5620486601.

## Местный совет
34655, Ровненская обл., Березновский р-н, с. Маринин, ул. Шевченко, 32.

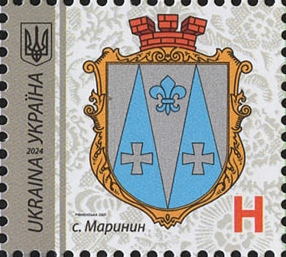
Стандартная марка с символикой села в серии «Гербы городов, поселков и сел Украины», Почта Украины, 2024 год.